# Hôtel de Mayenne
El hôtel de Mayenne es un hôtel particulier que se encuentra en la rue Saint-Antoine y en la rue du Petit-Musc en el distrito 4 de París en el distrito de Marais. Fue llamado sucesivamente: "Hotel du Petit-Musc", luego: "Hotel de Mayenne" o "Maine", y finalmente: "Hotel d'Ormesson".
Las fachadas y cubiertas, el vestíbulo y la escalera interior, y el suelo del antiguo jardín están catalogados como monumentos históricos desde el 21 de febrero de 1974 (51 años).

## Histórico
Se encuentra en la ubicación del “Hôtel du Petit-Musc”, comprado por Carlos VI en 1378 y entregado a su hermano Louis d'Orléans.
En 1562, pasó a ser propiedad del marqués de Boissy, Claude Gouffier y se llamó “Hôtel de Boissy”. El edificio principal y las alas del patio fueron reconstruidos entre 1567 y 1569. En 1570, a la muerte del marqués, pasó a manos de los obispos de Langres y, en 1605, Carlos de Lorena, duque de Mayenne, lo compró. De 1613 a 1617, este último hizo transformarlo, sin duda según los planos del arquitecto Jean Androuet du Cerceau, en especial la gran escalera de alas que da al jardín y la fachada de la rue Saint-Anthony . Una vez terminado, toma el nombre de "hotel de Mayenne" o "de Maine". En profundidad, llega hasta el convento de los Visitandines y, al oeste, discurre a lo largo de la rue du Petit-Musc en gran parte.
En 1621, tras la muerte de Charles de Lorraine, su hijo Henri completó la obra. De 1645 a 1650 se añadieron balcones de hierro forjado a la calle, adornados con cruces de Lorena. De 1707 a 1709, Charles Henri de Lorraine, conde de Vaudémont, hizo modernizar y embellecer el hotel por el arquitecto Germain Boffrand. En 1759, el castillo pasó a formar parte de la Maison des Lefèvre d'Ormesson, hasta 1812.
En 1812, se convirtió en una pensión, la Favart, luego Labrousse, y en 1870 en una casa de educación para los Hermanos de las Escuelas Cristianas, fundada en 1843 como nos recuerda la inscripción sobre la puerta. Esta congregación laica es propietaria del lugar desde 1971. Por lo tanto, está ocupado hasta hoy por el grupo escolar de Francs Bourgeois-Lasalle que alberga una escuela primaria, un colegio y una escuela secundaria general y tecnológica. Está reservado principalmente para estudiantes de secundaria. Esta ocupación provoca muchas degradaciones: alteración de la fachada por la adición de un cuerpo de edificio en el portal, realizado en 1881 por el arquitecto Alfred Coulomb (pastiche de edificio de estilo Luis XIII del edificio principal, no está protegido, por lo que como el resto de la fachada, no se beneficia de un lavado de cara); venta de la mejor carpintería en 1881 (parcialmente reensamblada en el Hôtel Cahen d'Anvers); construcciones de hormigón muy pobres en 1974.  Se lleva a cabo una restauración desde julio de 2010 a septiembre del 2012 para restaurarlo a su aspecto original, incluyendo en particular la destrucción del edificio Coulomb. La eliminación de este "corcho fue objeto de una animada controversia.

## Arquitectura
El edificio se compone de un edificio principal centrado, entre patio y jardín, dispositivo que caracteriza al hotel” a la francesa » y que existe desde la Edad Media (Hôtel de Cluny, Palais Jacques-Cœur), pero, una innovación desde el siglo XVI, adoptó un plan en H con dos pequeñas alas que dan al jardín y dos grandes alas que dan al patio, terminando en dos pabellones que dan a la calle conectados por una terraza (como el Hôtel Carnavalet). Las fachadas de estos pabellones fueron restauradas en 1993-1994 y 1997-1998. Su registro decorativo toma tres caminos principales: la escultura (alternancia de frontones), el juego del jefe y los órdenes arquitectónicos superpuestos ( dórico en la planta baja, jónico en el primer piso). Construidas en piedra tallada y ladrillo al estilo de la época, recuerdan la policromía de la Place des Vosges. Las barandillas convexas de hierro forjado de las ventanas, añadidas por el arquitecto Boffrand, presentan cruces de Lorena, símbolos de la familia propietaria.
La Puerta de cochero está cubierta por una terraza delimitada por un macizo soporte. Flanqueada por pilastras toscanas que sostienen un entablamento con arquitrabe y rematada por un frontón curvilíneo, esta puerta se compone de hojas, aldaba y herrajes.
En el patio, el ala derecha conserva un torreón con tronco de principios del XVII XVII siglo, su contraparte en el ala opuesta habiendo desaparecido; a la izquierda, está la antigua galería, formada por cuatro arcadas que se encontraban en la actualidad, que conducían a la gran escalera. Las dos escaleras del patio son del siglo XIX.
"El interior ha perdido la mayor parte de la carpintería de Boffrand: solo quedan unas pocas cornisas hermosas, especialmente en la 'sala verde', en el primer piso del pabellón occidental en la calle, y repisas aquí y allá. En cambio, se mantiene intacta la gran escalera de 1609, recta con un muro central y bajos abovedados de ladrillo”. Esta escalera principal es de dos tramos rectos en el segundo renacimiento inglés.